# تسووتا
تسووتا (به آلمانی: Zwota) یک منطقهٔ مسکونی در آلمان است که در کلینگلتال واقع شده‌است. تسووتا ۱٬۳۶۶ نفر جمعیت دارد.